# Stuttgart Super 9 1997
Lo Stuttgart Super 9 1997, noto come Eurocard Open per motivi di sponsorizzazione, è stato un torneo di tennis giocato sul cemento indoor. È stata l'11ª edizione del torneo, che fa parte della categoria ATP Super 9 nell'ambito dell'ATP Tour 1997. Il torneo si è giocato alla Schleyerhalle di Stoccarda in Germania, dal 20 al 27 ottobre 1997.

## Campioni

### Singolare
Petr Korda ha battuto in finale  Richard Krajicek con il punteggio di 7–6, 6–2, 6–4,

### Doppio
Todd Woodbridge /  Mark Woodforde hanno battuto in finale  David Adams /  Jonathan Stark con il punteggio di 7–6, 7–6